# Morteza Aghakhan
Morteza Aghakhan Mahhalati (tiếng Ba Tư: مرتضی آقاخان محلاتی, sinh ngày 5 tháng 4 năm 1993); is an Iranian professional footballer thi đấu cho câu lạc bộ tại Persian Gulf Pro League Esteghlal.

## Sự nghiệp câu lạc bộ

### Mes Rafsanjan
Anh được Bahman Foroutan lựa chọn thi đấu cho đội một Mes Rafsanjan khi anh mới 19 tuổi và anh ra sân 4 lần tại Division 1 2012–13.

### Paykan
Aghakhan gia nhập Paykan vào mùa hè năm 2013. Anh có màn ra mắt cho Paykan vào ngày 10 tháng 11 năm 2013 trước Iranjavan với tư cách đá chính. Anh ghi bàn thắng đầu tiên cho Paykan trong trận đấu thứ 2 trước Badr Bandar Kong.

### Esteghlal
Ngày 31 tháng 5 năm 2018, Aghakhan chính thức ký hợp đồng với Esteghlal.

## Sự nghiệp quốc tế
Anh được triệu tập bởi Nelo Vingada vào trại huấn luyện U-23 Iran để chuẩn bị cho Đại hội Thể thao Châu Á 2014 và Giải vô địch bóng đá U-23 châu Á 2016.

## Thống kê sự nghiệp
Tính đến 31 tháng 5 năm 2018.
| Câu lạc bộ          | Hạng đấu                | Mùa giải            | Giải vô địch | Giải vô địch | Cúp Hazfi | Cúp Hazfi | Châu Á  | Châu Á    | Tổng    | Tổng      |
| Câu lạc bộ          | Hạng đấu                | Mùa giải            | Số trận      | Bàn thắng    | Số trận   | Bàn thắng | Số trận | Bàn thắng | Số trận | Bàn thắng |
| ------------------- | ----------------------- | ------------------- | ------------ | ------------ | --------- | --------- | ------- | --------- | ------- | --------- |
| Mes Rafsanjan       | Azadegan League         | 2012–13             | 4            | 0            | 1         | 0         | —       | —         | 5       | 0         |
| Paykan              | Azadegan League         | 2013–14             | 9            | 3            | 1         | 0         | —       | —         | 10      | 3         |
| Paykan              | Persian Gulf Pro League | 2014–15             | 12           | 0            | 0         | 0         | —       | —         | 12      | 0         |
| Paykan              | Azadegan League         | 2015–16             | 30           | 8            | 1         | 0         | —       | —         | 32      | 8         |
| Paykan              | Persian Gulf Pro League | 2016–17             | 20           | 6            | 1         | 0         | —       | —         | 21      | 6         |
| Paykan              | Persian Gulf Pro League | 2017–18             | 15           | 6            | 1         | 0         | —       | —         | 16      | 6         |
| Paykan              | Tổng                    | Tổng                | 86           | 23           | 4         | 0         | –       | –         | 90      | 23        |
| Esteghlal           | Persian Gulf Pro League | 2018–19             | 0            | 0            | 0         | 0         | 0       | 0         | 0       | 0         |
| Tổng cộng sự nghiệp | Tổng cộng sự nghiệp     | Tổng cộng sự nghiệp | 90           | 23           | 5         | 0         | 0       | 0         | 95      | 23        |

## Danh hiệu
Paykan
- Azadegan League: 2015–16